# Lijst van seizoenen van Beste Zangers
Dit is een lijst van de seizoenen van het Nederlandse muziekprogramma Beste Zangers, voorheen Beste Zangers van Nederland. Aan het programma nemen een aantal bekende muziekartiesten deel die elkaars nummers coveren.

## Seizoen 1

### Afleveringen
| Deelnemers     | Aflevering 1              | Aflevering 2              | Aflevering 3                 | Aflevering 4                 | Aflevering 5         | Aflevering 6                 | Aflevering 7                                           |
| -------------- | ------------------------- | ------------------------- | ---------------------------- | ---------------------------- | -------------------- | ---------------------------- | ------------------------------------------------------ |
| Henk Westbroek |                           | Sitting, Waiting, Wishing | Hart en ziel                 | Omdat ik zo van je hou       | Ieder moment         | Ginny come lately            | Steeds weer                                            |
| Simon Keizer   | Kronenburg Park           |                           | Mijn stad                    | Never nooit meer             | Viva la vida         | Look at me                   | Wonderful World                                        |
| Danny de Munk  | België                    | Kijk omhoog               |                              | Shine                        | Zonder jou           | Amarillo                     | Rosanne                                                |
| Gordon         | Iedereen is van de wereld | Pak maar m'n hand         | Vrienden voor het leven      |                              | Angels               | Put Your Head on My Shoulder | I Knew You Were Waiting (for Me) (met Edsilia Rombley) |
| Thomas Berge   | Zelfs je naam is mooi     | Hoe lang?                 | Ik voel me zo verdomd alleen | Kon ik maar even bij je zijn |                      | Words                        | De soldaat                                             |
| Albert West    | Nooduitgang               | De dag dat alles beter is | Bloemetje                    | Ik hou van jou               | Jij bent mijn leven  |                              | Op een onbewoond eiland                                |
| Nick Schilder  | Vriendschap               | Everything                | Hard to handle               | Hallelujah                   | Everybody's Changing | Cha-la-la, I need you        |                                                        |

Legenda:
 Coversong van de centrale deelnemer van de betreffende aflevering
 Centrale deelnemer van de betreffende aflevering

### Omschrijving
Seizoen 1 van 'De beste zangers van Nederland' werd gepresenteerd door Edsilia Rombley en telde acht afleveringen, waarvan aflevering 8 een compilatie-aflevering betreft. De afleveringen werden uitgezonden op NPO 3 in de periode van 5 juli 2009 tot en met 30 augustus 2009. De eerste aflevering werd bekeken door 748.000 kijkers. Het eerste seizoen werd opgenomen op Ibiza.

## Seizoen 2

### Afleveringen
| Deelnemers          | Aflevering 1               | Aflevering 2        | Aflevering 3                      | Aflevering 4           | Aflevering 5         | Aflevering 6                                      | Aflevering 7                   |
| ------------------- | -------------------------- | ------------------- | --------------------------------- | ---------------------- | -------------------- | ------------------------------------------------- | ------------------------------ |
| Jeroen van der Boom |                            | Circle of Life      | Why are you so beautiful          | Raak                   | Watermensen          | Don't Let the Sun Go Down on Me (met René Froger) | Samen in een bubbelbad         |
| Jamai               | Eén wereld                 |                     | Nobody Else                       | In de wolken           | Make It Mine         | Dochters                                          | Als sterren aan de hemel staan |
| René Froger         | Amor de Mis Amores/Laat me | God Only Knows      |                                   | Als ik jou zie         | Bevlogen als vogels  | Ik mis je                                         | Dag uit duizend dromen         |
| Syb van der Ploeg   | Jij bent zo                | The Show Must Go On | Alles kan een mens gelukkig maken |                        | Geloven in het leven | Jij denkt maar dat je alles kan                   | Hotel California               |
| Jan Dulles          | Betekenis                  | Freedom '90         | This Is the Moment                | Hart van mijn gevoel   |                      | Green, Green Grass of Home                        | I Feel Good                    |
| Frans Duijts        | Het is over                | Suspicious Minds    | Just Say Hello!                   | In nije dei            | De zomer voorbij     |                                                   | Heb je even voor mij           |
| Frans Bauer         | Knockin' on Heaven's Door  | Step right up       | Winter in America                 | Woorden zonder woorden | Wiegelied            | Lieveling                                         |                                |

Legenda:
 Coversong van de centrale deelnemer van de betreffende aflevering
 Centrale deelnemer van de betreffende aflevering

### Omschrijving
Seizoen 2 van 'De beste zangers van Nederland' werd gepresenteerd door Victor Reinier en telde negen afleveringen, waarvan aflevering 8 en 9 compilatie-afleveringen betreffen. De afleveringen werden uitgezonden op NPO 3 in de periode van 18 juli 2010 tot en met 16 september 2010. Ook het tweede seizoen werd opgenomen op Ibiza.

## Seizoen 3

### Afleveringen
| Deelnemers         | Aflevering 1                  | Aflevering 2           | Aflevering 3                         | Aflevering 4     | Aflevering 5         | Aflevering 6         | Aflevering 7                       | Aflevering 8          |
| ------------------ | ----------------------------- | ---------------------- | ------------------------------------ | ---------------- | -------------------- | -------------------- | ---------------------------------- | --------------------- |
| Peter Koelewijn    |                               | Jij                    | Run To Me                            | Heaven           | Mee naar Diemen-Zuid | Morning Sky          | Viva Hollandia                     | One Moment in Time    |
| Xander de Buisonjé | Je wordt ouder papa           |                        | We've Got Tonight                    | Ik wil jou       | Zinloos              | Santa Lucia By Night | Groener gras                       | Als je slaapt         |
| Anita Meyer        | Sprong in het duister         | Het is over            |                                      | Angel By My Side | Zing voor me         | Sing a song of love  | Heerlijke dag                      | Window of Hope        |
| Do                 | Marijke                       | Ik vlieg ik zweef      | You Can't Do It                      |                  | Daughters            | Baby Blue            | Zij gelooft in mij                 | Engel zonder vleugels |
| Lange Frans        | Angeline                      | Blijf bij mij          | Why Tell Me, Why                     | Beautiful Thing  |                      | Drink, drink, drink  | Ik heb de hele nacht liggen dromen | Empire State of Mind  |
| George Baker       | Mij oh mij                    | Ik kan het niet alleen | Crazy                                | One Night        | Sex Bomb             |                      | Desperado                          | Need Your Love So Bad |
| Wolter Kroes       | Kom van dat dak af            | Hou me vast            | The Alternative Way                  | Voorbij          | Me boy               | Una Paloma Blanca    |                                    | Dansen met het leven  |
| Glennis Grace      | Alice, Who the Fuck is Alice? | Afscheid               | They Don't Play Our Lovesong Anymore | I Will           | Het land van...      | Little Green Bag     | Illumina                           |                       |

Legenda:
 Coversong van de centrale deelnemer van de betreffende aflevering
 Centrale deelnemer van de betreffende aflevering

### Omschrijving
Seizoen 3 van 'De beste zangers van Nederland' werd, net als het tweede seizoen, gepresenteerd door Victor Reinier en telde acht afleveringen. De afleveringen werden uitgezonden op NPO 1 in de periode van 19 maart 2011 tot en met 7 mei 2011. Ditmaal werd het programma opgenomen in Zuid-Frankrijk.

## Seizoen 4

### Afleveringen
| Deelnemers    | Aflevering 1          | Aflevering 2    | Aflevering 3      | Aflevering 4         | Aflevering 5          | Aflevering 6                              | Aflevering 7                    |
| ------------- | --------------------- | --------------- | ----------------- | -------------------- | --------------------- | ----------------------------------------- | ------------------------------- |
| Gerard Joling |                       | Vrede           | Vecht mee         | The Impossible Dream | The One and Only      | Waarom                                    | Unchained Melody                |
| Ruth Jacott   | Ik hou d'r zo van     |                 | Killing Me Softly | Miss Celie's Blues   | Natural Women         | Ik mis je zo                              | Bring Me Down                   |
| Yes-R         | Maak me gek           | Hartslag        |                   | Lighters             | Sooner or Later       | 'K zou het willen schreeuwen van de toren | What Did I Do                   |
| Freek Bartels | Shangri-La            | Hou me vast     | Black or White    |                      | Endless Love          | Ik leef mijn eigen leven                  | How To Break A Heart            |
| Berget Lewis  | Ticket to the tropics | Kippevel        | Als de nacht valt | And I Am Telling You |                       | Geef mij jouw lach                        | Zwart wit                       |
| Peter Beense  | Love is in your eyes  | Rad van fortuin | Uit elkaar        | You Never Walk Alone | Love on the Rocks     |                                           | Paradise by the Dashboard Light |
| Nikki Kerkhof | Zing met me mee       | Leun op mij     | Ghetto            | Over the Rainbow     | Somebody Else's Lover | Laat ze maar lullen                       |                                 |

Legenda:
 Coversong van de centrale deelnemer van de betreffende aflevering
 Centrale deelnemer van de betreffende aflevering

### Omschrijving
Vanaf seizoen 4 werd de presentatie overgenomen door Jan Smit en vonden de opnames van het programma weer plaats op Ibiza. Het vierde seizoen telde acht afleveringen, waarbij aflevering 8 de finale was. De afleveringen werden uitgezonden op NPO 1 in de periode van 2 mei 2012 tot en met 13 juni 2012.

## Seizoen 5

### Afleveringen
| Deelnemers         | Aflevering 1         | Aflevering 2              | Aflevering 3                                         | Aflevering 4                   | Aflevering 5             | Aflevering 6          | Aflevering 7               |
| ------------------ | -------------------- | ------------------------- | ---------------------------------------------------- | ------------------------------ | ------------------------ | --------------------- | -------------------------- |
| Bastiaan Ragas     |                      | Right Here, Right Now     | Home                                                 | Overblijf                      | Zonder jou               | A Whole Lotta Shaking | Malle Babbe                |
| Raffaëla Paton     | Duizend manieren     |                           | Meant to be                                          | Ik hou van dit land            | I will follow him        | Allebei               | Ritme van de regen         |
| Charly Luske       | You Are So Beautiful | Mijn houten hart          |                                                      | Do Wah Diddy Diddy             | The Winner Takes It All  | Hold on, I'm coming   | Het werd zomer             |
| Angela Groothuizen | De helft van mij     | Private Dancer            | I Won't Give Up (met Charly Luske)                   |                                | Omarm me                 | Toen ik je zag        | Jan Klaassen de trompetter |
| Simone Kleinsma    | De hemel is dichtbij | For Once in My Life       | Wat is mijn hart                                     | Ik meen 't                     |                          | Jij bent de hemel     | Foto van vroeger           |
| Tim Douwsma        | It wetter            | Chocolate                 | Driving me crazy (met Charly Luske & Bastiaan Ragas) | Love Me Just a Little Bit More | Als de morgen is gekomen |                       | Zondag                     |
| Rob de Nijs        | Lady Madonna         | You Are Always On My Mind | Can't Help Falling in Love                           | She                            | Zomaar van je houden     | Something             |                            |

Legenda:
 Coversong van de centrale deelnemer van de betreffende aflevering
 Centrale deelnemer van de betreffende aflevering

### Omschrijving
Ook ditmaal werd het programma gepresenteerd door Jan Smit en was Ibiza de standplaats van de opnames. Seizoen 5 bestond uit acht afleveringen, waarbij aflevering 8 de finale was. De afleveringen werden uitgezonden op NPO 1 in de periode van 5 januari 2013 tot en met 16 februari 2013.

## Seizoen 6

### Afleveringen
| Deelnemers           | Aflevering 1           | Aflevering 2            | Aflevering 3          | Aflevering 4          | Aflevering 5        | Aflevering 6                      | Aflevering 7                     | Aflevering 8           |
| -------------------- | ---------------------- | ----------------------- | --------------------- | --------------------- | ------------------- | --------------------------------- | -------------------------------- | ---------------------- |
| Dave von Raven       |                        | Is dit alles            | Limburg               | Wat je achterliet     | The Truth           | Can't Buy Me Love/Geen rooie cent | I'm A Gentleman                  | Meer kan het niet zijn |
| Mattanja Joy Bradley | Back to Black          |                         | Sucker For Love       | Silhouette            | Year Of Summer      | Titanium                          | Kill for a broken heart          | Do For Love            |
| Jack Poels           | Simone                 | Ain't Got No            |                       | Dansen aan zee        | Kiss                | Bad Case of Loving You            | (Sittin' on) The Dock of the Bay | Omdat ik je mis        |
| Lisa Lois            | Try                    | Valerie                 | Met de neus umhoeg    |                       | Royals              | Nergens goed voor                 | Use Somebody                     | A Woman's Gonna Try    |
| Niels Geusebroek     | Lola                   | Beautiful Imperfections | Auto, vliegtuug       | Don't you worry child |                     | One                               | Wake Me Up                       | Beneath Your Beautiful |
| Leona Philippo       | It's Not Unusual       | Wash Me Momma           | Crazy                 | Treasure              | This is, what it... |                                   | Love The Way I Do                | Just The Two Of Us     |
| Ben Saunders         | Verliefd op 'n plaatje | Lonely Boy              | How Deep Is Your Love | Promises, Promises    | Take Your Time Girl | Beautiful Day                     |                                  | Like A Virgin          |
| Sabrina Starke       | Venus                  | Hurricane               | Big yellow taxi       | Take Back the Night   | Alive               | Could You Be Loved                | Smells Like Teen Spirit          |                        |

Legenda:
 Coversong van de centrale deelnemer van de betreffende aflevering
 Centrale deelnemer van de betreffende aflevering

### Omschrijving
De presentatie lag wederom in handen van Jan Smit. Het zesde seizoen telde negen afleveringen, waarbij aflevering 9 de finale was. De afleveringen werden uitgezonden op NPO 1 in de periode van 7 mei 2014 tot en met 2 juli 2014. Ook ditmaal werd het programma opgenomen op Ibiza.

## Seizoen 7

### Afleveringen
| Deelnemers          | Aflevering 1                          | Aflevering 2          | Aflevering 3                              | Aflevering 4        | Aflevering 5         | Aflevering 6                                            |
| ------------------- | ------------------------------------- | --------------------- | ----------------------------------------- | ------------------- | -------------------- | ------------------------------------------------------- |
| André Hazes jr.     | Ik leef mijn eigen leven              | Locked Out Of Heaven  | This is the Moment                        | Amsterdamned        | Lady                 | Can You Feel the Love Tonight (met Carolina Dijkhuizen) |
| Edsilia Rombley     | Een laatste kans                      | Where Are You         | Doe maar gewoon                           | It's the First Time | Van jou              | The Winner Takes It All                                 |
| René Froger         | De nacht is mijn leven                | Hemel en aarde        | If You Leave Me Now (met Monique Klemann) | Fortune Fairytales  | Er is altijd een weg | Crazy Little Thing Called Love                          |
| Monique Klemann     | Mag ik dan voor altijd bij je blijven | You Are Everything    | Ik heb je lief                            | Summer Night City   | Het is over          | I will follow him                                       |
| Xander de Buisonjé  | Waarom                                | Sweet Soul Music      | Jij moet verder                           | I Wanna Be          | Sex on Fire          | Sing                                                    |
| Carolina Dijkhuizen | Zeg maar niets meer                   | Nooit meer zonder jou | Here in My Heart                          | Nasty Girl          | Hou me vast          | Love Is A Battlefield                                   |

Legenda:
 Coversong van de centrale deelnemer van de betreffende aflevering
 Tributecover door de centrale deelnemer van de betreffende aflevering

### Omschrijving
Seizoen 7 van 'De beste zangers van Nederland' werd gepresenteerd door Jan Smit en telde zes afleveringen. De afleveringen werden uitgezonden op NPO 1 in de periode van 28 september 2014 tot en met 2 november 2014. Ook dit seizoen werd opgenomen op Ibiza.

## Seizoen 8

### Afleveringen
| Deelnemers        | Aflevering 1            | Aflevering 2                    | Aflevering 3               | Aflevering 4                   | Aflevering 5                            | Aflevering 6              | Aflevering 7             |
| ----------------- | ----------------------- | ------------------------------- | -------------------------- | ------------------------------ | --------------------------------------- | ------------------------- | ------------------------ |
| Julia Zahra       | Zaterdag                | Just An Illusion                | Maniac                     | Zij maakt het verschil         | She's A Lady                            | Summer of '69             | Dit moet een zondag zijn |
| Jan Keizer        | Oops!... I Did It Again | For Me... Formidable            | Don't Cry for Me Argentina | Dat je mijn liefde voelt       | Jij denkt maar dat je alles mag van mij | Liefde van later          | Blijf bij mij            |
| Anouk Maas        | R U kiddin' me          | Saturday Night at the Movies    | Break Free                 | Stil in mij                    | Lieveling                               | Zeg me dat het niet zo is | Billionaire              |
| Martin Buitenhuis | Onderweg                | Mother Can You See Me           | I Want to Break Free       | De fanfare van honger en dorst | De fles                                 | FourFiveSeconds           | Beloofd is beloofd       |
| Frans Duijts      | Alles van mij           | The Banjo Man                   | I'm a believer             | Mijn houten hart               | Avond                                   | Heaven                    | Zing voor me             |
| Do                | Feel like falling       | Hello Mary Lou                  | Tomorrow                   | Laat me                        | Kom maar bij mij                        | Take Me to Church         | Hold Back the River      |
| Lange Frans       | Gewoon maar mensen      | Take Me to Ibiza (met Jan Smit) | Stayin' Alive              | Formidable                     | Discodochter (met Frans Duijts)         | Zij gelooft in mij        | Gangsta's Paradise       |

Legenda:
 Coversong van de centrale deelnemer van de betreffende aflevering
 Tributecover van de centrale deelnemer van de betreffende aflevering

### Omschrijving
Seizoen 8 van 'De beste zangers van Nederland' werd gepresenteerd door Jan Smit en telde zeven afleveringen. De afleveringen werden uitgezonden op NPO 1 in de periode van 13 juni 2015 tot en met 25 juli 2015. Ook dit seizoen werd opgenomen op Ibiza. Vanaf dit seizoen heeft het programma ook een eigen begintune, namelijk Welkom in mijn hart van Jan Smit.

## Seizoen 9

### Afleveringen
| Deelnemers          | Aflevering 1                 | Aflevering 2         | Aflevering 3 1                           | Aflevering 4                    | Aflevering 5       | Aflevering 6                              | Aflevering 7               |
| ------------------- | ---------------------------- | -------------------- | ---------------------------------------- | ------------------------------- | ------------------ | ----------------------------------------- | -------------------------- |
| Sharon Doorson      | Vision of Love               | Magic                | Tuintje in mijn hart (met Brownie Dutch) | Hold Me Now                     | Eén wereld         | Stay with me                              | Beggin'                    |
| O'G3NE              | Clown                        | Sing                 | Thank You for the Music/Waterloo         | Laughter in the Rain            | Het is over        | Stupid Kind of Lover                      | Working My Way Back to You |
| Willeke Alberti     | Ik ben zo eenzaam zonder jou | Kijk vandaag voorbij | Mama                                     | Telkens weer                    | Mag ik dan bij jou | Ik verscheurde je foto                    | Op reis                    |
| Jeroen van der Boom | Te mooi om waar te zijn      | Beeld zonder geluid  | Ik ben hier                              | Vrienden blijven doen we altijd | Je leeft vandaag   | Wonderful World                           | Jimmy                      |
| Brownie Dutch       | Love Yourself                | In The Stone         | Als de morgen is gekomen                 | Ome Jan(Homie Jan)              | Overal waar ik ga  | Mo Money Mo Problems (met Sharon Doorson) | Superstar                  |
| René van Kooten     | I Can't Live Without You     | Wings to Fly         | Leeg om je heen                          | De glimlach van een kind        | Kom maar op        | Thinking Out Loud                         | Annie's Song               |

Legenda:
 Coversong van de centrale deelnemer van de betreffende aflevering
 Centrale deelnemer van de betreffende aflevering
 Tributecover door de centrale deelnemer van de betreffende aflevering
 Tributeaflevering voor Jan Smit1.
1 Speciale aflevering om presentator Jan Smit in het zonnetje te zetten.

### Omschrijving
Vanaf het negende seizoen ging het programma verder onder de naam 'Beste zangers'. Jan Smit presenteerde nog steeds het programma en seizoen 9 telde zeven afleveringen. De afleveringen werden uitgezonden op NPO 1 in de periode van 21 mei 2016 tot en met 30 juli 2016. Ook dit seizoen werd opgenomen op Ibiza. Dit seizoen telde een speciale aflevering om Jan Smit in het zonnetje te zetten omdat hij 20 jaar in het vak zat. Jan werd in de 3e aflevering volledig verrast. 

## Seizoen 10

### Afleveringen
| Deelnemers        | Aflevering 1              | Aflevering 2       | Aflevering 3               | Aflevering 4             | Aflevering 5 | Aflevering 6                         | Aflevering 7      | Aflevering 8 (Duetten)                           |
| ----------------- | ------------------------- | ------------------ | -------------------------- | ------------------------ | ------------ | ------------------------------------ | ----------------- | ------------------------------------------------ |
| Maan              |                           | Jij bent de liefde | Rosamunde                  | Vraag jezelf eens af     | Nessun dorma | They Don't Play Our Lovesong Anymore | I Won't Give Up   | Wereld zonder jou (met Brace)                    |
| Kenny B           | Zij gelooft in mij        |                    | Wij zijn twee vrienden     | Harder dan ik hebben kan | Fast Car     | Kom bij mij                          | Greased Lightnin' | Don't Look Back (met Maan)                       |
| Dennie Christian  | Nooit meer een morgen     | Als je gaat        |                            | Watermensen              | Poison       | Geef mij je angst                    | Ik mis je         | Islands in the Stream (met Anita Meyer)          |
| Brace             | Ride It                   | Paramaribo         | Bésame mucho               |                          | Ave Maria    | Why Tell Me, Why                     | Jailhouse Rock    | That's What Friends Are For (met iedereen)       |
| Tania Kross       | The Power of Love         | Mexico             | Mes Emmerdes               | Margherita               |              | Someone Like You                     | Hope              | Barcelona (met Tommie Christiaan)                |
| Anita Meyer       | Make You Feel My Love     | Parijs             | Du                         | Flink zijn               | Somewhere    |                                      | Tears in Heaven   | As (met Brace)                                   |
| Tommie Christiaan | Someone that I never knew | A Sama De          | Ik leef niet meer voor jou | Hartendief               | Caruso       | Pak maar m'n hand                    |                   | (I've Had) The Time of My Life (met Tania Kross) |

Legenda:
 Coversong van de centrale deelnemer van de betreffende aflevering
 Centrale deelnemer van de betreffende aflevering
 Duetcover van de artiest

### Omschrijving
Seizoen 10 van 'Beste zangers' werd gepresenteerd door Jan Smit en telde acht afleveringen. De afleveringen werden uitgezonden op NPO 1 in de periode van 20 mei 2017 tot en met 22 juli 2017. Ook dit seizoen werd opgenomen op Ibiza. Vanaf dit seizoen betreft de laatste aflevering een duetten-aflevering, waarbij de deelnemers met elkaar duetten mogen zingen.

## Seizoen 11

### Afleveringen
| Deelnemers          | Aflevering 1                    | Aflevering 2                    | Aflevering 3            | Aflevering 4    | Aflevering 5                 | Aflevering 6         | Aflevering 7          | Aflevering 8 (Duetten)                           |
| ------------------- | ------------------------------- | ------------------------------- | ----------------------- | --------------- | ---------------------------- | -------------------- | --------------------- | ------------------------------------------------ |
| Lee Towers          |                                 | What You Won't Do For Love      | Jij liet me vallen      | What About Us   | Je best doen                 | If I Were a Rich Man | Back in My World      | Don't Go Breaking My Heart (met Davina Michelle) |
| Trijntje Oosterhuis | First Time I Ever Saw Your Face |                                 | Kom maar bij mij        | Ordinary People | (Something Inside) So Strong | Zeg me wie je ziet   | Onze vriendschap      | Guilty (met Alain Clark)                         |
| Tino Martin         | It's Raining In My Heart        | I'll Say Goodbye                |                         | I'm the One     | Zij weet het                 | O mio babbino caro   | Hoe zeg ik jou        | Laat me leven/Il Mondo (met Maria Fiselier)      |
| Davina Michelle     | You'll Never Walk Alone         | Vlieg met me mee (Come With Me) | At This Moment          |                 | Duurt te lang                | Habanera             | Head Over Heels       | Voorbij (met Tino Martin)                        |
| Glen Faria          | The Living Years                | Als ik je laat gaan             | Dat ik je zo zou missen | Relove          |                              | Amsterdam            | This Ain't Gonna Work | Imagine (met Trijntje Oosterhuis)                |
| Maria Fiselier      | Anak                            | La Mer                          | Il Mondo                | Lose Yourself   | P.Y.T. (Pretty Young Thing)  |                      | Hard to Handle        | Perfect Symphony (met Alain Clark)               |
| Alain Clark         | Don't Cry Daddy                 | Touch Me There                  | Het is goed zo          | De waarheid     | Blowin' in the Wind          | Will You Be There    |                       | The Lady is a Tramp                              |

Legenda:
 Coversong van de centrale deelnemer van de betreffende aflevering
 Centrale deelnemer van de betreffende aflevering
 Duetcover van de artiest

### Omschrijving
Seizoen 11 van 'Beste zangers' werd gepresenteerd door Jan Smit en telde acht afleveringen. De afleveringen werden uitgezonden op NPO 1 in de periode van 1 september 2018 tot en met 27 oktober 2018. Ook dit seizoen werd opgenomen op Ibiza.

## Beste Zangers: Songfestival 2019
Op 3 mei 2019 werd rondom het Eurovisie Songfestival een speciale aflevering van Beste Zangers uitgezonden. De deelnemers zongen allemaal songfestival klassiekers. Net als de reguliere afleveringen werd deze speciale aflevering ook gepresenteerd door Jan Smit.
De artiesten zongen de volgende nummers:
- Trijntje Oosterhuis - Hold me now
- Gerard Joling - Vrede
- Edsilia Rombley - Where Are You
- Jeroen van der Boom - Alles kwijt
- O'G3NE - What's another year
- Glennis Grace - Euphoria
- Willeke Alberti - Ik hou van jou
- Jan Dulles - You let me walk alone
- Jan Smit & O'G3NE - Waterloo

## Seizoen 12

### Afleveringen
| Deelnemers         | Aflevering 1      | Aflevering 2               | Aflevering 3             | Aflevering 4                | Aflevering 5                                                  | Aflevering 6               | Aflevering 7      | Aflevering 8 (Duetten)                    |
| ------------------ | ----------------- | -------------------------- | ------------------------ | --------------------------- | ------------------------------------------------------------- | -------------------------- | ----------------- | ----------------------------------------- |
| Henk Poort         |                   | Wees zuinig op m'n meissie | Noelia                   | The Sound of Silence        | Your Man                                                      | Despacito                  | Vincent           | Vivo per lei (met Emma Heesters)          |
| Samantha Steenwijk | Het geeft niet    |                            | Zonder jou               | Ik ben altijd dicht bij jou | Dat ik op je wacht                                            | Geloof in jezelf           | Just The Way I Do | Cose della vita (met Tim Akkerman)        |
| Rolf Sanchez       | Een barkie        | Solo Otra Vez              |                          | Hotel California            | On and on                                                     | Así Es Que Debe Ser        | The River         | No Me Ames (met Samantha Steenwijk)       |
| Floor Jansen       | Vilja-lied        | Mama                       | Que Se Siente            |                             | I Don't Know A Thing About Love (Van de liefde weet ik niets) | Shallow                    | Winner            | The Phantom of the Opera (met Henk Poort) |
| Ruben Annink       | La Donna è Mobile | Ga maar door               | Hoe is hij               | They Dance Alone            |                                                               | Can't Help Falling in Love | I'm Still Alive   | De kapitein deel II (met Tim Akkerman)    |
| Emma Heesters      | Sex Machine       | Liefde voor altijd         | El Universo              | Strong                      | Wie je was                                                    |                            | Inside My Head    | Pa Olvidarte (met Rolf Sanchez)           |
| Tim Akkerman       | Breng hem thuis   | Dear Mr. President         | Por Si No Te Vuelo A Ver | Nemo                        | My Girl                                                       | Let Me Love You            |                   | Shallow (met Floor Jansen)                |

Legenda:
 Coversong van de centrale deelnemer van de betreffende aflevering
 Centrale deelnemer van de betreffende aflevering
 Duetcover van de artiest

### Omschrijving
Seizoen 12 van 'Beste zangers' werd gepresenteerd door Jan Smit en telde acht afleveringen. De afleveringen werden uitgezonden op NPO 1 in de periode van 24 augustus 2019 tot en met 12 oktober 2019. Ook dit seizoen werd opgenomen op Ibiza. Vanaf dit seizoen wordt de begintune gezongen door alle deelnemers.

## Beste Zangers: Kerst
Op 19 december 2019 werd een speciale kerstspecial van Beste Zangers uitgezonden. Hier deden deelnemers uit verschillende seizoenen aan mee en de presentatie lag in handen van Jan Smit.
De artiesten zongen de volgende nummers:
- Willeke Alberti - Met kerst wil ik bij jou zijn
- Jan Dulles - Silent Night
- Trijntje Oosterhuis - Have Yourself a Merry Christmas
- O'G3NE - Andrews Sisters Medley
- Gerard Joling - Please Come Home for Christmas
- Edsilia Rombley - Komt allen tezamen
- Jeroen van der Boom - Let It Snow!

## Beste Zangers: Songfestival 2020
Op 14 mei 2020 werd rondom het Eurovisie Songfestival een speciale aflevering van Beste Zangers uitgezonden. De deelnemers zongen allemaal songfestival klassiekers. Deze speciale aflevering werd gepresenteerd door Edsilia Rombley.
De artiesten zongen de volgende nummers:
- Kim-Lian van der Meij - Ik wil alles met je delen
- René Froger - Nooit meer zonder jou
- Lenny Kuhr - Birds
- Maribelle - The Party's Over
- Emma Heesters - Net als toen
- Franklin Brown - One good reason
- Thomas Berge - Arcade

## Seizoen 13

### Afleveringen
| Deelnemers    | Aflevering 1             | Aflevering 2          | Aflevering 3          | Aflevering 4             | Aflevering 5                        | Aflevering 6          | Aflevering 7             | Aflevering 8 (Duetten)                          |
| ------------- | ------------------------ | --------------------- | --------------------- | ------------------------ | ----------------------------------- | --------------------- | ------------------------ | ----------------------------------------------- |
| Suzan & Freek |                          | Straks is het te laat | Butterflies Instead   | Het spijt me niet        | Papa                                | 't Geeft niet         | De helft van wat je doet | Hou vol hou vast (met Tabitha)                  |
| Diggy Dex     | Verdwaal met mij         |                       | Los bij elkaar        | Mooi zoals je bent       | Later als ik dood ben               | Ergens daarboven      | Nieuwe dag               | Lampedusa (met Suzan & Freek)                   |
| Miss Montreal | Bi-j allebei             | Viervoeters           |                       | Hey Mam                  | Door de wind                        | Lightning Crashes     | Anyone's Daughter        | Have You Ever Seen the Rain? (met Milow)        |
| Tabitha       | Hemingway                | Verloren              | Ik hou van mij        |                          | Lied van Ruth (My land is jou land) | Michael Jordan        | Summer on you            | Best Part of Me (met Milow)                     |
| Stef Bos      | Lied voor niemand anders | Sterren tellen        | Recht uit het hart    | Te groot voor het servet |                                     | Ik zie u graag        | Ik heb mijn les geleerd  | Laat me/Ma dernière volonté (met Miss Montreal) |
| Milow         | When The Sun Goes Down   | Morgen komt het goed  | Giving up on you      | Redemption Song          | Is dit nou later?                   |                       | Regarde le soleil        | Same Love (met Diggy Dex)                       |
| Wulf          | No More Rain             | La Vie Est Belle      | Till The Sun Comes Up | Never nooit meer         | Over de muur                        | Greatest Expectations |                          | Señorita (met Tabitha)                          |

Legenda:
 Coversong van de centrale deelnemer van de betreffende aflevering
 Centrale deelnemer van de betreffende aflevering
 Duetcover van de artiest

### Omschrijving
Seizoen 13 van 'Beste zangers' werd ditmaal gepresenteerd door Nick & Simon omdat Jan Smit kampte met laryngitis. Het seizoen telde acht afleveringen en deze afleveringen werden uitgezonden op NPO 1 in de periode van 3 september 2020 tot en met 29 oktober 2020. De afleveringen werden opgenomen op Ibiza. 

## Beste Zangers: Musicals
Op 20 december 2020 werd een speciale musical aflevering van Beste Zangers uitgezonden ter ere van 60 jaar Nederlandse musicalproducties. Deze speciale aflevering werd gepresenteerd door Edsilia Rombley.
De artiesten zongen de volgende nummers:
- René van Kooten - I Don't Know How to Love Him
- Thomas Berge - Where Is Love
- Emma Heesters & René Froger - Beauty and the Beast
- Kim-Lian van der Meij - There Are Worse Things I Could Do
- René Froger - Working My Way Back to You
- Thomas Berge & Lenny Kuhr - Op een mooie Pinksterdag
- Emma Heesters - Out Here On My Own
- Lenny Kuhr - Over the Rainbow
- René van Kooten & Kim-Lian van der Meij - De laatste nacht

## Beste Zangers: Songfestival 2021
Op 8 mei 2021 werd rondom het Eurovisie Songfestival een speciale aflevering van Beste Zangers uitgezonden. De deelnemers zongen allemaal songfestival klassiekers. Net als de reguliere afleveringen werd deze speciale aflevering ook gepresenteerd door Jan Smit.
De artiesten zongen de volgende nummers:
- Tania Kross - Wat een dag
- Romy Monteiro - Het duurt nu al een jaar (What's Another Year)
- Stef Bos - Niet zonder mij (Ne partez pas sans moi)
- Buddy Vedder - Wijs me de weg
- Glen Faria - Zoveel woorden (Amar pelos dois)
- Floor Jansen - Euphoria

## Seizoen 14

### Afleveringen
| Deelnemers             | Aflevering 1         | Aflevering 2             | Aflevering 3           | Aflevering 4                            | Aflevering 5         | Aflevering 6          | Aflevering 7                | Aflevering 8 (Duetten)                         |
| ---------------------- | -------------------- | ------------------------ | ---------------------- | --------------------------------------- | -------------------- | --------------------- | --------------------------- | ---------------------------------------------- |
| Roel van Velzen        |                      | Meer is er niet          | Granada                | Listen To the Man With The Golden Voice | Jij maakt muziek     | Ver hier vandaan      | I Feel Alive                | Hou van mij (met Anneke van Giersbergen)       |
| Hendrik Jan Bökkers    | Hou van mij          |                          | Nothing Really Matters | Carry On                                | Dat dach ik dus nie  | Denk ik an oe         | Zo lief                     | Miracles (met Karsu)                           |
| Belle Perez            | Love of my life      | Here Comes the Sun       |                        | I'm specialized on you                  | My Way (A mi manera) | Wat als               | Strange Machines            | Rewrite the Stars (met Joe Buck)               |
| Alides Hidding         | When the summer ends | Sien vrouw mus is weet'n | Que Viva La Vida       |                                         | Under loving wings   | The Way You Take Time | My Mother Said              | When the Rain Begins to Fall (met Belle Perez) |
| Karsu                  | Song For Furaha      | An de kant               | Hijo de la luna        | Hollywood Seven                         |                      | From this moment      | I'm losing you              | Je Suis Malade (met Belle Perez)               |
| Joe Buck               | Baby Get Higher      | Miracles                 | Hello World            | Regen van geluk                         | Wonderful life       |                       | Sometimes it snows in april | Don't Stop Me Now (met Roel van Velzen)        |
| Anneke van Giersbergen | Sing sing sing       | Kaaw bloed               | Sobrevivere            | Endless Road                            | Jest Oldu            | White Roses           |                             | What Kind of Fool (met Alides Hidding)         |

Legenda:
 Coversong van de centrale deelnemer van de betreffende aflevering
 Centrale deelnemer van de betreffende aflevering
 Duetcover van de artiest

### Omschrijving
Seizoen 14 van 'Beste zangers' werd weer gepresenteerd door Jan Smit nadat hij vorig seizoen de presentatie eenmalig had overgedragen aan Nick & Simon. Het seizoen telde acht afleveringen en deze afleveringen werden uitgezonden op NPO 1 in de periode van 2 september 2021 tot en met 28 oktober 2021. In verband met de Coronapandemie werd het 14e seizoen opgenomen op een boerderij in Limburg.

## Seizoen 15

### Afleveringen
| Deelnemers       | Aflevering 1          | Aflevering 2           | Aflevering 3            | Aflevering 4             | Aflevering 5            | Aflevering 6           | Aflevering 7           | Aflevering 8 (Duetten)                    |
| ---------------- | --------------------- | ---------------------- | ----------------------- | ------------------------ | ----------------------- | ---------------------- | ---------------------- | ----------------------------------------- |
| Roxeanne Hazes   |                       | Vannacht               | Ik drink                | Ijskoud                  | Ooit komt nooit meer    | On Top                 | Spaceman               | Bitter Sweet Symphony (met Jaap Reesema)  |
| Blanks           | Amor, Amor, Amor      |                        | Now I Know What Love Is | One in a million         | It'll Be Fine           | Your Love is All I Got | Jeanny                 | Heel jou (met Claudia de Breij)           |
| Claudia de Breij | In mijn bloed         | Dat het beter kon      |                         | Zonlicht op je schouders | Jasje van goud          | Ze zingt voor jou      | Rozegeur en maneschijn | The Girl From Ipanema (met Sarita Lorena) |
| Nielson          | Kapot                 | Spelregels             | Recht mijn ziel in      |                          | Ze heeft me lief        | Tranen liegen          | Valse hoop             | Wie ik zoek (met Roxeanne Hazes)          |
| Jaap Reesema     | Ik was toch je meisje | Ik hoor alleen bij jou | Deze armen              | Grijs                    |                         | Compleet               | Helden                 | Holiday in Spain (met Sarita Lorena)      |
| Sarita Lorena    | Vreemde voor mij      | Dance alone            | Mag ik dan bij jou      | Deze is voor jou         | Nu wij niet meer praten |                        | Rhinestone cowboy      | You'll Be in My Heart (met Nielson)       |
| Ferdi Bolland    | Lost                  | Except for you         | At Seventeen            | Sexy als ik dans         | Tears in Heaven         | Geef nooit op          |                        | Circle of Life (met Blanks)               |

Legenda:
 Coversong van de centrale deelnemer van de betreffende aflevering
 Centrale deelnemer van de betreffende aflevering
 Duetcover van de artiest

### Omschrijving
Seizoen 15 van 'Beste zangers' werd gepresenteerd door Jan Smit en het seizoen telde acht afleveringen. Deze afleveringen werden uitgezonden op NPO 1 in de periode van 11 augustus 2022 tot en met 29 september 2022. Na een jaar opnames in Limburg en vele seizoenen op Ibiza, werd dit seizoen opgenomen in Sevilla.

## Beste Zangers: KiKa
Op 8 december 2022 werd een speciale aflevering van Beste Zangers uitgezonden om geld op te halen voor KiKa. De presentatie lag in handen van Jan Smit. Na afloop van deze uitzending heeft Beste Zangers ruim 1,6 miljoen euro opgehaald voor KiKa. In deze aflevering werden duetten gezongen.
De artiesten zongen de volgende nummers:
- Tabitha & Henk Poort - The Prayer
- Glen Faria & Tania Kross - Geef mij je angst
- Jaap Reesema & Maria Fiselier - Jezelf zijn
- Tabitha & Jaap Reesema - Ik dans even door
- Tania Kross & Henk Poort - Somewhere
- Jaap Reesema - Grijs
- Maria Fiselier & Glen Faria - Alegria

## Seizoen 16

### Afleveringen
| Deelnemers      | Aflevering 1              | Aflevering 2      | Aflevering 3        | Aflevering 4          | Aflevering 5 | Aflevering 6             | Aflevering 7 (Power of Music) 1 | Aflevering 8 (Duetten)                                                      |
| --------------- | ------------------------- | ----------------- | ------------------- | --------------------- | ------------ | ------------------------ | ------------------------------- | --------------------------------------------------------------------------- |
| Douwe Bob       |                           | Break The Silence | Danny Boy           | Electric Life         | Clandestino  | Keep Driving             | Weight of the World             | When You're Gone (met Mell)                                                 |
| Mell            | Lovin' Whiskey            |                   | I Will Wait for You | The Blower's Daughter | Stay         | Happier                  | Diamonds                        | Don't Want A Heart (met Duncan Laurence)                                    |
| Marco Bakker    | Jacob's Song              | Sailor            |                     | I Want It All         | Tmazight     | Kalmte                   | Fields of Gold                  | Perhaps Love (met Numidia)                                                  |
| Duncan Laurence | I Do                      | Lovin' Arms       | So In Love          |                       | Hurt         | Als geen ander           | Don't Dream It's Over           | Harder dan ik hebben kan (met MEAU)                                         |
| Numidia         | The Shape I'm In          | I Was Wrong       | Voi Che Sapete      | Arcade                |              | Dat heb jij gedaan       | Happy                           | De dwaasheid van mijn jeugd (met Nick Schilder)                             |
| MEAU            | Zoals ik jou gevonden heb | Geef me iets      | Lippen Schweigen    | Wat ik zocht          | Arrivé       |                          | De echte vrouw                  | Ik leef mijn eigen leven (met Douwe Bob) & Shatterproof (met Nick Schilder) |
| Nick Schilder 2 | Sinds jij me verliet      | Forever           | The Great Pretender | Always on my Mind     | You Got It   | Als jij maar bij me bent | -                               | You Raise Me Up (met Marco Bakker)                                          |

Legenda:
 Coversong van de centrale deelnemer van de betreffende aflevering
 Centrale deelnemer van de betreffende aflevering
 Duetcover van de artiest
 Speciale aflevering: Power of Music1.
Voetnoten:
1 Speciale aflevering waarin de artiesten nummers opvoerden waaruit zij kracht haalden.
2 Nick Schilder werd op het laatste moment ingevlogen ter vervanging van Mart Hoogkamer, die zich terugtrok wegens een Burn-out . Omdat Schilder op het laatste moment werd toegevoegd, had hij geen centrale aflevering en werd ervoor gekozen om een centrale aflevering te maken met de titel 'Power of Music'.

### Omschrijving
Seizoen 16 van 'Beste zangers' werd gepresenteerd door Jan Smit en het seizoen telde acht afleveringen. Deze afleveringen werden uitgezonden op NPO 1 in de periode van 2 september 2023 tot en met 21 oktober. Ook ditmaal werd het programma opgenomen in Sevilla.

## Seizoen 17

### Afleveringen
| Deelnemers       | Aflevering 1        | Aflevering 2          | Aflevering 3              | Aflevering 4                          | Aflevering 5                 | Aflevering 6           | Aflevering 7      | Aflevering 8 (Duetten)              |
| ---------------- | ------------------- | --------------------- | ------------------------- | ------------------------------------- | ---------------------------- | ---------------------- | ----------------- | ----------------------------------- |
| Karin Bloemen    |                     | Just a dream          | Voor de zwijgers          | Head held high                        | Bright eyes                  | Waterdicht             | Words             | This Is Me (Met Matthijn Buwalda)   |
| Claude           | Fire                |                       | Littekens                 | Indépendant                           | Toen ik je zag               | De Kerkstraat          | Man in the Mirror | Ne Me Quitte Pas (Met Hannah Mae)   |
| Matthijn Buwalda | Met heel je hart    | Totdat je veilig bent |                           | Hoe moet ik nu verder als jij weggaat | Van mezelf                   | Als Jij Me Nu Kon Zien | In Gedachten      | Mooi (Met Claude)                   |
| SERA             | Weet je nog         | Vas-y                 | Je draagt het niet alleen |                                       | Run                          | Wat wil je van mij     | Life Falls Down   | Lose Control (Met Rikki Borgelt)    |
| Rikki Borgelt    | Amsterdam gaat dood | Forever               | Place in this world       | Always remember us this way           |                              | Slow burn              | You               | Carried Away (Met Tangarine)        |
| Hannah Mae       | Geen kind meer      | Écoutez-moi           | Deze is voor jou          | Mes in m'n rug                        | Wat maakt het nu nog uit dan |                        | Here with you     | The Chain (Met Rikki Borgelt)       |
| Tangarine        | I Dreamed a Dream   | Ladada                | De wind draait            | Dance with my father                  | Sweethearts together         | Back to you            |                   | Too Much Heaven (Met Karin Bloemen) |

Legenda:
 Coversong van de centrale deelnemer van de betreffende aflevering
 Centrale deelnemer van de betreffende aflevering
 Duetcover van de artiest

### Omschrijving
Seizoen 17 van 'Beste zangers' werd gepresenteerd door Jan Smit en het seizoen telde acht afleveringen. Deze afleveringen werden uitgezonden op NPO 1 in de periode van 14 september 2024 tot en met 2 november. Ook ditmaal werd het programma opgenomen in Sevilla.